# Shout
Shout – polski zespół rockowy założony w 1985 roku w Kłodzku. W roku 2023 Zespół Shout po 13 latach przerwy wrócił na scenę w odnowionym składzie. Niebawem zbliża się premiera najnowszego krążka Shout.

## Charakterystyka
Zespół prezentuje lekki hard rock połączony z rock and rollem. Od początku liderem zespołu był wokalista i gitarzysta Marek Terlecki, który również jest autorem większości tekstów. Największe przeboje to: Przepraszam za miłość, Jeśli chcesz, Musisz być moja i Tylko dla ciebie. Aktualnie w Zespole z pierwszego składu pozostał Marek Terlecki oraz Tomasz Chiniewicz, dołączyła do nich młoda gitarzystka Weronika Grzech oraz basista Michał Kubat. Zespół Shout właśnie rozpoczyna swoją trasę koncertową po Polsce.

## Skład[potrzebnyprzypis]
- Marek Terlecki – gitara, wokal
- Marek Makarewicz – gitara basowa (od 1987–1995, od 2004–2010)
- Tomasz Wojtala – gitara (do 1987)
- Arkadiusz Nowak – gitara (1987–1993)
- Tomasz Chiniewicz – perkusja
- Artur Załucki – (od 1993)
- Krzysztof Mitan – gitara basowa (do 1987)
- Marcin Wełyczko – gitara (od 2004 do 2006)
- Tomek Jastrzębski – gitara basowa (2004)
- Łukasz Gołąbek – gitara (2006–2010)
- Gracjan Kogut – gitara basowa 2022
- Weronika Grzech – gitara od 2023
- Michał Kubat – gitara basowa od 2023

## Dyskografia[potrzebnyprzypis]
- 1992 Przepraszam za miłość
- 1993 Jak we śnie
- 1993 Ballady (Shout i Przyjaciele)
- 1994 Aż do krwi
- 1995 10 lat
- 1995 Ballady
- 2005 005
- 2006 Nie-Trendy Rock